# Uppsala Eventcenter
Uppsala Eventcenter planeras i anslutning till Gränbystaden i östra Uppsala, först avsedd att ersätta anläggningen Gränbyhallen byggd 1972. Med restauranger, lounger och 46 loger blir arenan en mötesplats med möjligheter till upplevelser, och den ska även bli hemmaarena för ishockeyklubben Almtuna IS. 
2008 inleddes arbetet med arenan (då under namnet Uppsala Arena) men efter tio år finns ännu ingen finansiell lösning på plats. Efter mängder av turer köpte Uppsala kommun i januari 2018 tillbaka projektet från en extern ägare för att direkt åter sälja det. Ny ägare är det privata bolaget Samhällsbyggnadsbolaget i Norden AB som jobbar mot ett genomförandebeslut och finansiering av arenan. På lång sikt ska bolaget äga och förvalta anläggningen.
Uppsala kommun har sedan tidigare beslutat att gå in med 150 miljoner kronor i projektet medan resten ska finansieras av näringslivet. 
Efter att avtalet mellan Uppsala kommun och Samhällsbyggnadsbolaget gick ut beslutades i början av augusti 2018 att man lagt ned planerna på att anpassa arenan för andra evenemang än idrott och att arenan kommer uteslutande konstrueras för att hålla idrottsevenemang.

## Arenafakta i korthet[4]
- Kapacitet för 6 800 åskådare vid idrottsevenemang
- Flexibel arkitektur gör varje evenemang unikt
- 46 loger
- Två lounger
- Fyra konferenslokaler
- 190 toaletter
- Tre restauranger, inklusive en stor restaurang för 270 gäster med vy över hockeyrinken/konsertlokalen